# Departement van Canadees erfgoed
Het Departement van Canadees erfgoed (Engels: Department of Canadian Heritage; Frans: ministère du Patrimoine canadien), is binnen de regering van Canada het departement met het mandaat tot behoud en bevordering van de Canadese identiteit en waarden en de culturele ontwikkeling en het erfgoed. Anno 2022 was er 3½ miljard euro te besteden na een decennium met overwegend stijgende budgetten. Onder het ministerie ressorteren diverse musea en culturele en maatschappelijke organisaties.

## Organisatie en bewindslieden
Het departement is opgericht op grond van de Department of Canadian Heritage Act van 15 juni 1995 en verenigt taken die tevoren verspreid waren over meerdere instellingen. In de loop van de jaren zijn er veel verschuivingen in het takenpakket geweest. 
De ambtelijke leiding van het departement is in handen van de gedeputeerd minister, die rapporteert aan de politiek verantwoordelijke minister van Canadees erfgoed. Anno 2022 zijn dit Isabelle Mondou en Pablo Rodriguez. Wanneer de formele scheiding tussen departement en ministerie niet van belang is wordt kortweg gesproken van Canadian Heritage en Patrimoine canadien. 

## Budget
De tabel geeft de budgetten van het departement voor de jaren 2012 tot 2022 in Canadese dollar. In de loop van de jaren is het budget gestegen tot 4,90 miljard dollar in 2022, waarvan 2,24 miljard ter besteding door het departement zelf; de overige 2,66 miljard waren voor culturele en maatschappelijke organisaties die onder het departement ressorteren.
De stijging van het budget bedroeg 44,5%, meer dan de Canadese cumulatieve inflatie van 25,9%. Het budget van 2022 kwam omgerekend neer op € 3,41 miljard euro.
| Jaar | Budget (Can$) | % +/- | Bron, opmerkingen |
| ---- | ------------- | ----- | --- |
| 2012 | 3.390.385.977 |       | [ 6 ] |
| 2013 | 3.307.696.419 | −2,4  | [ 7 ] |
| 2014 | 3.278.482.821 | −0,9  | [ 8 ] |
| 2015 | 3.351.268.872 | 2,2   | [ 9 ] |
| 2016 | 3.166.705.873 | −5,5  | [ 10 ] |
| 2017 | 3.657.337.645 | 15,5  | [ 11 ] |
| 2018 | 3.973.803.013 | 8,7   | [ 12 ] |
| 2019 | 3.656.825.980 | −8,0  | - Het budget werd voortaan op 1 januari gepubliceerd en niet meer in het najaar. Door het ontbreken van toelichting op deze wijziging is niet direct te zeggen of de percentages rond dit jaar vertekend zijn. - Alleen in dit jaar werd het departement in het begrotingsoverzicht aangeduid als Canadian Heritage and Multiculturalism. |
| 2020 | 3.885.911.824 | 6,3   | [ 14 ] |
| 2021 | 4.667.784.775 | 20,1  | [ 15 ] |
| 2022 | 4.898.077.616 | 4,9   | [ 16 ] |

## Afdelingen en organisaties
Anno 2022 ressorteerden de volgende afdelingen en organisaties onder het ministerie:
- Department of Canadian Heritage (het departement)
- Canada Council for the Arts
- Canadian Broadcasting Corporation
- Canadian Museum for Human Rights
- Canadian Museum of History
- Canadian Museum of Immigration at Pier 21
- Canadian Museum of Nature
- Canadian Race Relations Foundation
- Canadian Radio-television and Telecommunications Commission
- Library and Archives of Canada
- National Arts Centre Corporation
- National Film Board
- National Gallery of Canada
- National Museum of Science and Technology
- Telefilm Canada
- The National Battlefields Commission.

## Vestigingen
De hoofdvestiging van het departement is aan de Eddy Street in het Terrasses de la Chaudière-complex in Gatineau, een stad die vastgegroeid is aan de Canadese hoofdstad Ottawa. In dit complex uit 1978, het grootste van de federale overheid, zijn meerdere overheidsorganisaties gevestigd.
De hoofdvestiging dient tevens als regiovestiging voor de provincie Quebec. Alle andere provincies en territoria van Canada hebben eigen vestigingen.